# Michael Grigsby
Pour les articles homonymes, voir Grigsby.
Michael Grigsby né le 6 juin 1936 à Reading (Angleterre) et décédé le 12 mars 2013  est un réalisateur britannique de films documentaires.
Michael Grigsby n’est peut-être pas aussi connu dans le milieu du documentaire Britannique que John Grierson, Humphrey Jennings ou Lindsay Anderson, mais son impressionnante filmographie (presque 30 films en six décennies) lui confère néanmoins une place exceptionnelle dans les rangs des documentaristes britanniques. Il a en effet été le témoin et critique de nombre de changements au sein de la société britannique (et au-delà) de la fin des années 50 au début du XXIe siècle. Pour reprendre les propos d’un critique anglais : « de John Grierson à Michael Grigsby existe une solide tradition au sein du cinéma documentaire britannique : un dévouement passionné pour la poésie de la vie quotidienne ».

## Biographie et carrière
La passion de Grigsby pour le documentaire remonte à l’enfance, et plus exactement aux années passées à l’école indépendante pour garçons d’Abingdon, près d’Oxford. C’est là que Grigsby, président du ciné-club scolaire, découvrit les films de l’école documentaire de John Grierson. Fortement marqué par ces œuvres, l’adolescent persuade son proviseur de financer ses premiers pas dans la réalisation de documentaires. Ses premiers films amateurs, dont No Tumbled House (1955), montrent les réalités de la vie en pensionnat.
Au sortir d’Abingdon, il est embauché comme apprenti monteur à la Granada Television de Manchester par le documentariste Harry Watt (coréalisateur du fameux Nightmail en 1936), qu’il ne fera malheureusement que croiser. Il prend rapidement un poste de caméraman de studio, métier qu’il trouve mortellement ennuyeux, mais qui lui permettra d’acheter sa première caméra, une Bolex 16mm. Avec quelques collègues rebelles, il monte un collectif de réalisation, Unit Five Seven, et passe un an et demi de son temps libre à tourner Enginemen, un court-métrage sur le travail dans un dépôt de locomotives à vapeur près de Manchester. C’est par le plus pur des hasards que le critique et cinéaste Lindsay Anderson a vent de ce projet (il est à l’époque très impliqué dans le mouvement du Free Cinema). Impressionné par les rushes de son court-métrage, il décide, avec Karel Reisz, d’aider financièrement Grigsby à finaliser son film, par l’intermédiaire du British Film Institute. Prenant davantage d’assurance, Grigsby réalise ensuite, toujours avec Unit Five Seven, un autre court documentaire (Tomorrow’s Saturday, 1962) décrivant le week-end d’une communauté ouvrière de Blackburn. Fort de ces deux courts-métrages, il continue à tambouriner à la porte de Granada, qui l’autorise enfin à tourner son premier documentaire, Deckie Learner (1965).
Son œuvre, depuis lors, a su rester remarquablement fidèle aux problématiques et aux principes édictés dans ses premiers films. S’attachant toujours à montrer les gens ordinaires, et les personnes en marge de la société, Grigsby a rapidement acquis une réputation de documentariste qui « donne la parole aux sans-paroles ». Ainsi, qu’il filme des pêcheurs-chalutiers (Deckie Learner, 1965 ; A Life Apart, 1973), les survivants de chaque camp de la guerre du Vietnam (I Was a Soldier, 1970 ; The Search, 1991 ; Thoi Noi, 1993), les conflits en Irlande du Nord (Too Long a Sacrifice, 1984 ; The Silent War, 1990 ; Rehearsals, 2005), des familles en désintégration sociale sous le gouvernement Thatcher (Living on the Edge, 1987) or la communauté traumatisée de Lockerbie dix ans après l’attentat du Boeing 747 (Lockerbie, A Night Remembered, 1998), Grigsby fait toujours en sorte de laisser les protagonistes s’exprimer. D’où son insistance pour les longues périodes de recherche (jusqu’à 6 mois) préalables au tournage, pour gagner la confiance des participants. D’où l’utilisation d’images fixes, de longs plans méditatifs et de moments de silence, qui permettent aux gens de faire passer leur message. Ce rythme lent paraît vraiment audacieux, comparé à la frénésie du vocabulaire filmique utilisé aujourd’hui. Les documentaires de Grigsby ont également été comparés au Free Jazz, dans le sens où il aime travailler de manière instinctive, et la structure même de ses films ne lui vient clairement qu’après avoir intégré l’endroit, le paysage et les personnages. La qualité intrinsèque de ses films vient aussi de la façon extrêmement originale avec laquelle il fait ses montages du son (souvent une combinaison de sons naturels, de bribes de dialogues, d’éléments d’archives, et de musique – live ou enregistrée), et des images, créant ainsi des contrastes symboliques, plutôt que de recourir au commentaire condescendant d’une voix-off. Autant que techniques qu’on associerait plus facilement au cinéma d’art et d’essai qu’au documentaire télévisuel.
Même s’il traite de politique (Irlande du Nord, relations au travail, conséquences de la guerre), Grigsby n’aspire pas à faire de la propagande. Il utilise plutôt le ‘genre’ documentaire de façon très personnelle, posant son regard d’humaniste sur les problèmes de société, pour que les spectateurs deviennent acteurs – impliqués, engagés, libre-penseurs.
Influencé par le mouvement documentaire de Grierson, révélé au sein du Free Cinema, et s’épanouissant finalement avec l’apogée de la télévision documentaire, Grigsby a bouclé la boucle. À plus de 70 ans, il est toujours aussi actif et enthousiaste, malgré l’actuel manque d’intérêt de la télévision britannique pour le documentaire novateur et indépendant. Ce n’est peut-être pas par hasard qu’il travaille en ce moment à la préparation de son premier long-métrage de fiction.
Il est également retourné sur les traces de son enfance, à l’endroit même où il a fait ses premiers pas de réalisateur. Il a retrouvé l’école d’Abingdon pour y monter une nouvelle unité de production au sein de laquelle il supervise une trentaine de garçons de 12 à 17 ans dans la réalisation de courts-métrages. Il est aussi fier de ce projet que de ses meilleurs films ; c’est sa façon à lui de passer le flambeau des grands documentaristes d’hier à la nouvelle génération de cinéastes.
En octobre 2006, le Festival du film britannique de Dinard a proposé en 12 films la première rétrospective de l’œuvre de Grigsby en France. L’année suivante, il a été invité à être membre du jury de ce même festival.

## Filmographie sélective
- 1953 : Ut Proficias
- 1955 : No Tumbled House
- 1959 : Enginemen
- 1962 : Tomorrow’s Saturday
- 1965 : Deckie Learner
- 1967 : Death by Misadventure: SS Lusitania
- 1969 : If the Village Dies
- 1969 : Deep South
- 1970 : I Was A Soldier
- 1972 : Working the Land
- 1973 : A Life Apart: Anxieties in a Trawling Community
- 1974 : A life Underground
- 1976 : The People’s Land
- 1979 : Before the Monsoon
- 1981 : For My Working Life
- 1984 : Too Long a Sacrifice
- 1987 : Living on the Edge
- 1990 : The Silent War
- 1990 : Dear Mr Gorbachev
- 1991 : The Search
- 1993 : Thoi Noi
- 1994 : The Time of Our Lives
- 1994 : Pictures on a Piano
- 1995 : Hidden Voices
- 1996 : Living with the Enemy
- 1998 : Lockerbie, A night Remembered
- 1998 : The Score
- 1999 : Billion Dollar Secret
- 2001 : Solway Harvester – Lost at See
- 2005 : Rehearsals